# Генріх Гарберс
Генріх «Гайн» Гарберс (нім. Heinrich „Hein“ Garbers; 14 березня 1909, Альтона — 18 грудня 1963, Гамбург) — німецький морський офіцер, лейтенант-цур-зее резерву крігсмаріне. Кавалер Лицарського хреста Залізного хреста.

## Біографія
Не був кадровим офіцером ВМС і не мав військової освіти. Гарберс був переведений в абвер зондерфюрером, а пізніше офіційно прийнятий у ВМФ. Служив на океанському вітрильному кораблі, яким командував Крістіан Ніссен. Цей корабель підпорядковувався абверу і виконував особливі завдання (доставку та вивіз агентів, зброї тощо). Перше плавання під час Другої світової війни здійснив до Ірландії, друге (1941) — до Південної Америки. Потім Гарберсу було доручено придбати в «Бресті» вітрильний океанічний корабель «Пассім» (довжина — 16 м, ширина — 4.5 м, осадка 2.4 м, водотоннажність — 30 т; екіпаж — 8 чоловіків). На цьому кораблі він продовжував виконувати спеціальні завдання розвідки. Після закінчення війни очолював невелику власну верф в Гамбурзі.

## Нагороди
- Залізний хрест
  - 2-го класу (22 серпня 1941)
  - 1-го класу (12 січня 1943)
- Нагрудний знак блокадопроривача (12 лютого 1942)
- Німецький хрест в золоті (9 листопада 1943)
- Лицарський хрест Залізного хреста (1 листопада 1944)